# Dr. Martens
Dr. Martens és una marca britànica de calçat, que també fabrica una gamma d'accessoris i productes per la cura de sabates, roba, maletes, etc. La marca també es coneix com a Doctor Martens, Doc Martens, Docs o DMs. Les sabates es diferencien per la seva sola, que disposa de cambra d'aire, protecció superior, muntatge tipus Goodyear i cosit amb fil groc.